# Alenia Aermacchi Sky-X
Lo Sky-X è un prototipo tecnologico di un aeromobile a pilotaggio remoto (APR), realizzato dall'azienda italiana Alenia Aeronautica negli anni duemila, poi da Alenia Aermacchi (confluita dal 2016 nella nuova Finmeccanica, rinominata Leonardo dal 2017), finalizzato alla ricerca nel campo dei velivoli da ricognizione strategica e controllo del territorio, con probabili sviluppi verso il ruolo di Unmanned Combat Air Vehicle (UCAV), ovvero la versione da combattimento armata a fini bellici.
Lo Sky-X è controllato da un sofisticato computer di bordo, che ha il compito di pilotare il velivolo in modalità semiautomatica, con un pilota che lo controlla in remoto tramite una stazione di controllo a terra nelle fasi più importanti della missione, o che comunque lo assiste in caso di anomalie; ma recentemente è stato collaudato in una missione in modalità automatica e solo supervisionato nelle sue funzioni.

## Descrizione tecnica
Lo Sky-X è stato disegnato per avere caratteristiche stealth e bassa osservabilità. Le ali sono a freccia e l'impennaggio di coda ha una configurazione a V in mezzo a cui è posizionato il motore, un turbogetto Snecma Microturbo TRI60-268, prodotto dal gruppo francese Safran, collocato sulla parte superiore della fusoliera.
Lo Sky-X è il primo APR in Europa ad essere equipaggiato con una baia di carico interna concepita per ruoli operativi, infatti sulla parte ventrale del velivolo sono presenti delle baie configurabili per poter assolvere a missioni di vario genere, dalla ricognizione all’attacco al suolo.

## Campagne voli
Lo Sky-X ha effettuato il suo primo volo il 29 maggio 2005 nello spazio aereo militare di Vidsel, Svezia, nei pressi del circolo polare artico e successivamente, dopo l'ottenimento dei permessi necessari dall'Ente Nazionale Aviazione Civile (ENAC), prosegue la sperimentazione in territorio italiano.
Con il primo volo lo Sky-X è diventato il primo velivolo senza pilota con motore a reazione e dal peso superiore ai 1000 kg a volare in Europa.
Nel 2008, è stata effettuata una campagna voli in cui è stata completata con successo una simulazione di rifornimento in volo con un Alenia C-27J Spartan nello spazio aereo dell'aeroporto di Amendola, in provincia di Foggia. Il computer ha infatti pilotato l'aereo fino alla corretta distanza di rifornimento rispetto al C-27J per la durata di un reale rifornimento. Questa fu la prima volta a livello mondiale che un UAV effettuava in maniera del tutto autonoma, utilizzando unicamente un sistema automatico di riconoscimento e guida, un volo in formazione con un altro velivolo nonché tutte le manovre necessarie al rifornimento.